# Stadtbahn de Berlín
La Stadtbahn de Berlín (ferrocarril urbano) es una línea ferroviaria de tren suburbano de cuatro vías que atraviesa el centro de Berlín, la capital alemana, en dirección este-oeste. El propósito fue, por un lado, interconectar al menos una parte de los estaciones terminales entre sí y por otro mejorar el transporte local en la ciudad y cercanías. En la segunda mitad de los años 1920, las dos vías de circulación local fueron electrificadas con un tercer riel y con 750 voltios en corriente continua; los trenes de cercanías que circulan sobre estas vías se conocen como la S-Bahn de Berlín desde 1930. 
La Stadtbahn está conectada con la línea circular Ringbahn por dos estaciones de cruce en el este y oeste, el Ostkreuz y Westkreuz. 
La construcción empezó en 1875, inaugurándose para trenes locales el 7 de febrero de 1882 y para los trenes de larga distancia el 15 de mayo de 1882. 

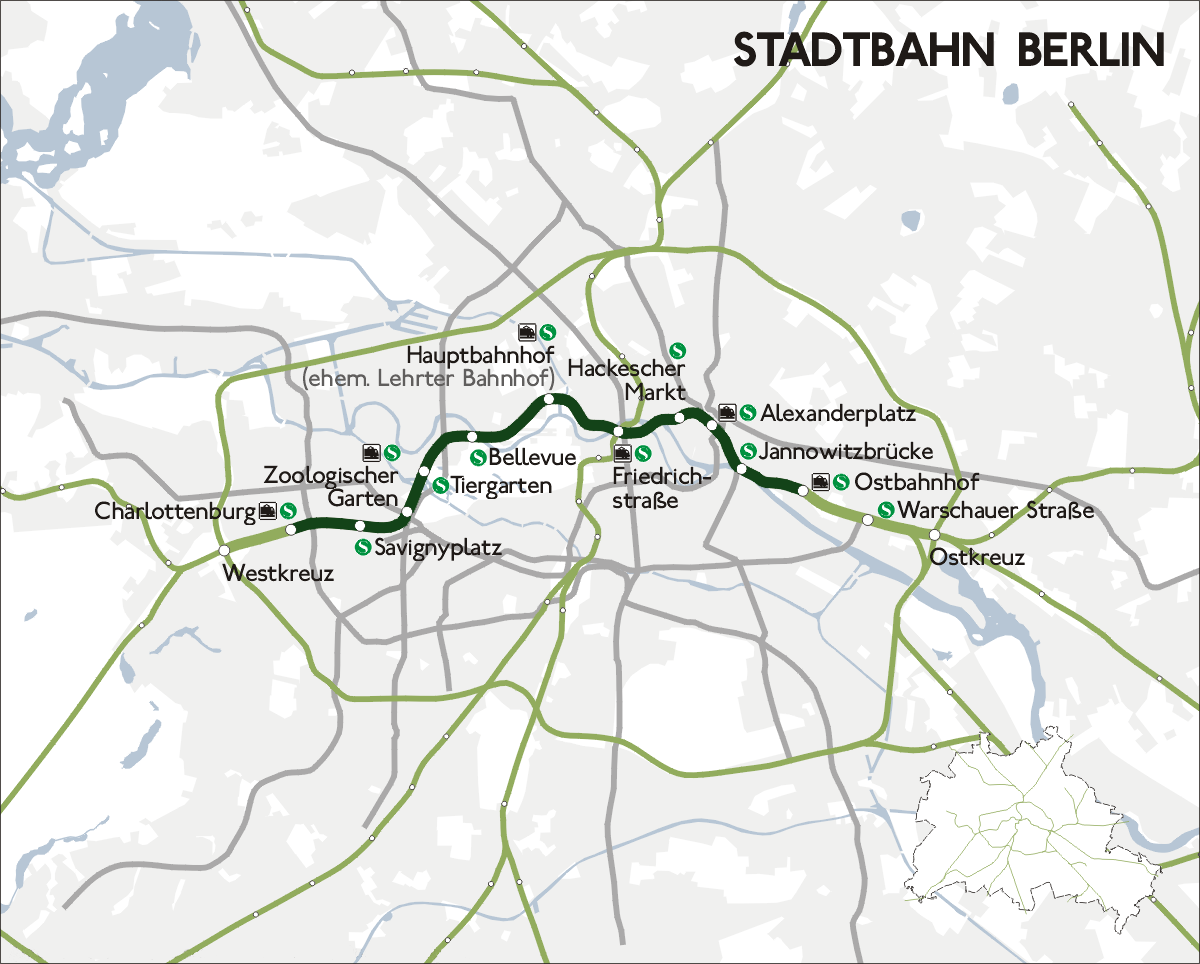
La Stadtbahn en el marco de Berlín.